# Diecéze Adria-Rovigo
Diecéze Adria-Rovigo (latinsky Dioecesis Adriensis-Rhodigiensis) je římskokatolická diecéze v italské oblasti Benátsko, která tvoří součást Církevní oblasti Triveneto. Je sufragánní vůči benátskému patriarchátu.

## Území
Diecéze zahrnuje území 44 měst severního a středního historického regionu Polesine, mimo území Ca' Emo, Fasana Polesine, Mazzorno Sinistro a Cavanella Po. Dále mimo frazione (italské právní územní rozdělení) Adria, Villa d'Adige a Badia Polesine.
Biskupským sídlem je město Rovigo, kde se také nachází konkatedrála svatého Štěpána papeže a mučedníka.
Diecéze se dělí na 13 vikariátů a 109 farností, a to na 1 193 km². K roku 2018 měla 194 653 věřících, 110 diecézních kněží, 27 řeholních kněží, 6 trvalých jáhnů, 46 řeholníků a 139 řeholnic.

## Stručná historie
POdle nedoložené tradice založil diecézi v Adrii již ve 2. století ravennský biskup sv. Apolinář, ale není ničím doložena. Privilegium císaře Valentiniana III. (419-455) muví o 14 diecézích závislých na travennském metropolitovi, ale jde o falzum ze 7.-8. stol. Poprvé je doložen biskup v Adrii na lateránském synodu z roku 649, kdy je zmíněn Gallinostius Hadrianensis episcopus. 
Dne 7. září 1792 získala diecéze území zrušeného územního opatství Santa Maria di Vangadizza. Dne 1. května 1818 získala diecéze bulou De salute dominici gregis papeže Pia VII. část území z arcidiecéze Ravenna a dále si vyměnila část území s arcidiecézí Ferrara. Diecéze byla vždy závislá na ravennské metropoli, až v roce 1803 se stala sufragánní na círekvn metropoli ferrarské; v roce 1818 byla podřízena Benátskému patriarchátu. Dne 9. března 1819 si bulou Cum non gravibus papeže Pia VII. vyměnila část zemí s diecézí Padova.
Dne 7. července 1909 bylo dekretem Ea semper fuit konzistorní kongregace sídlo biskupa přeneseno z Adrie do Roviga. Rozezlení idé v Adrii proto napadli tehdejšího biskupa Tommasa Pia Boggianiho a nad městem byl vyhlášeh čtrnáctidenní interdikt. Dne 30. září 1986 diecéze dekretem Cum procedere oporteret dostala současný název a kostel sv. Štěpána papeže a mučedníka v Rovigu se stal konkatedrálou. 